# Quilotoa
El Quilotoa és un volcà que es troba a la província de Cotopaxi, Equador. El seu cim s'eleva fins als 3.914 msnm.
Té una caldera de 3 quilòmetres de diàmetre es va formar per l'enfonsament del volcà de dacita després d'una catastròfica erupció VEI-6 fa uns 800 anys, que va produir importants fluxos piroclàstics i lahars que van arribar fins a l'oceà Pacífic i va estendre cendres volcàniques per tot el nord dels Andes. A l'interior de la caldera, amb parets de fins a 400 metres, hi ha un llac de cràter de 250 metres de profunditat que té un color verdós com a resultat dels minerals dissolts. Hi ha fumaroles al fons del llac i nombroses fonts termals al vessant est del volcà.
El volcà i el llac han esdevingut un important centre d'atracció turística en els darrers anys.